# Граф Хэмминга
Графы Хэмминга — специальный класс графов, названных именем Ричарда Хэмминга и используемых в некоторых областях математики и информатики.  

## Определение
Пусть S — множество из q элементов, а d — положительное число.  Граф Хэмминга H(d,q) имеет множество вершин Sd, множество упорядоченных d-кортежей элементов множества S (последовательности длины d элементов из S).  Две вершины смежны, если они отличаются ровно одной координатой, то есть если расстояние Хэмминга равно единице. Граф Хэмминга H(d,q) равен  прямому произведению d полных графов Kq .
В некоторых случаях графы Хэмминга могут определяться как прямое произведение полных графов, которые могут иметь различные размеры. В отличие от графов H(d,q), эти графы более широкого класса не будут обязательно дистанционно регулярными, но остаются регулярными и вершинно транзитивными.

## Специальные случаи
- H(2,3) является обобщённым четырёхугольником G Q (2,1)[3]
- H(1,q) является полным графом Kq[4].
- H(2,q) является графом-решёткой Lq,q, а также ладейным графом [5].
- H(d,1) является графом с одной вершиной K1
- H(d,2) является графом гиперкуба Qd[1]
- H(3,3) является графом единичных расстояний с n=27 вершинами и n4/3=81 рёбрами (на рисунке)

## Приложения
Графы Хэмминга интересны их связью с кодами с исправлением ошибок и схемами отношений. Они также приняты в качестве сетевой топологии в распределённых вычислениях.

## Вычислительная сложность
Можно проверить, является ли граф графом Хэмминга, и если является, найти разметку вершин кортежами, которая реализует граф Хэмминга, за линейное время.